# قلعة لوكي

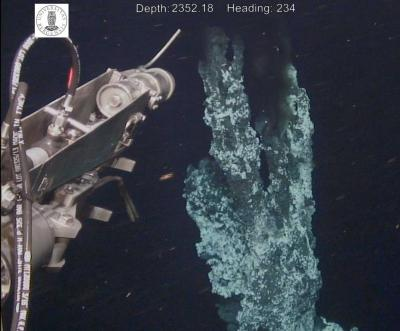
أعلى ثلاثة أقدام (1م) لمدخنة تنفيس بحوالي طويل القامة في قلعة لوكي في منتصف يوليو 2008. يظهر على اليسار ذراع مركبة يتم تشغيلها عن بُعد ، تصل لأخذ عينات السوائل.

قلعة لوكي هي حقل من خمسة فتحات حرارية مائي نشطة في وسط المحيط الأطلسي ، وتقع عند 73 درجة شمالًا على سلسلة جبال وسط المحيط الأطلسي بين جرينلاند والنرويج  على عمق 2,352 متر (7,717 قدم). تم اكتشاف الفتحات في منتصف يوليو 2008 وهي أكثر المدخنين السود شماليًا حتى الآن. إنها ذات أهمية جيولوجية لأنها تحدث في منطقة مستقرة نسبيًا من قشرة الأرض، واحدة ذات قوى تكتونية متضائلة وبالتالي فتحات حرارية مائية أقل.

## اكتشاف
تم اكتشاف الفتحات بواسطة بعثة علمية متعددة الجنسيات مؤلفة من 25 شخصًا من جامعة بيرغن بالنرويج ، على بعد أكثر من 120 ميل بحري (220 كـم) شمال ما كان يعرف سابقًا في أقصى الشمال ، اكتُشف عام 2005. قاد كل من بعثتي 2005 و 2008 عالم الجيولوجيا رولف بيدرسن من مركز علوم الأحياء بالجامعة ، على متن اجى سفن الأبحاث  كانت الفتحات موجودة باستخدام مركبة تحت البحر يتم التحكم فيها عن بعد.

## نشاط
تقوم المداخن الخمس النشطة في قلعة لوكي بتنفيس المياه الساخنة لدرجة حرارة 300 درجة مئوية وتجلس على كومة ضخمة من معادن الكبريتيد التي تبلغ حوالي 825 قدم (250 م) في القطر عند قاعدته ، وحوالي 300 قدم (90 م) عبر قمته. تكهن عالم المحيطات مارفن ليلي ، وهو عضو في بعثة عام 2008 ، بأن هذا قد يكون أكبر إيداع من هذا القبيل على الإطلاق في قاع البحر. معظم المداخن النشطة سوداء اللون ، ولكنها مغطاة بحصائر من البكتيريا البيضاء التي تعيش على المعادن والمواد المنبعثة من الفتحات. المداخن القديمة ذات لون أحمر مرقش ، بسبب وجود رواسب من الحديد المؤكسد.
أظهرت الملاحظات الأولية أن المنطقة الدافئة حول فتحات قلعة لوكي حية مع كائنات دقيقة متنوعة وفريدة من نوعها على ما يبدو وحيوانات تنفيس ، على عكس مجتمعات الفتحات التي لوحظت في أماكن أخرى.
تم تسمية حقل التهوية باسم قلعة قلعة لوكي حيث كان شكلها يذكّر مكتشفيه بقلعة خيالية. المرجع هو لوكي ، إله الخداع الإسكندنافي القديم. كان هناك شعور بأنه «اسم مناسب لحقل يصعب تحديد موقعه».